# باتى بادج
باتى بادج (بالإنجليزية: Patti Page)‏ (و. 1927 – 2013 م) هي مغنية، ومغنية مؤلفة أمريكية، توفيت في إنسينيتاس، سان ديغو، كاليفورنيا، عن عمر يناهز 86 عاماً، بسبب مرض.

## التعليم
تعلمت في Webster High School (Tulsa, Oklahoma) ‏.

## جوائز
حصلت على جوائز منها:
- جائزة غرامي لإنجاز العمر (2013).

## وصلات خارجية
- باتى بادج على موقع IMDb (الإنجليزية)
- باتى بادج على موقع الموسوعة البريطانية (الإنجليزية)
- باتى بادج على موقع ميوزك برينز (الإنجليزية)
- باتى بادج على موقع إن إن دي بي (الإنجليزية)
- باتى بادج على موقع أول ميوزيك (الإنجليزية)
- باتى بادج على موقع ديسكوغز (الإنجليزية)
- باتى بادج على موقع قاعدة بيانات الفيلم (الإنجليزية)
- باتى بادج في قاعدة بيانات الأفلام على الإنترنت